# Charonias
Charonias es un género  de mariposas de la familia Pieridae. Se encuentra en Centroamérica y Sudamérica.

## Especies
- Charonias eurytele (Hewitson, 1853)
- Charonias theano (Boisduval, 1836)